# 拉馬努金質數
在數論中，拉馬努金質數是一個質數，其滿足的結果通過證明斯里尼瓦瑟·拉馬努金有關的質數計算函數。

## 起源和定義
1919年，拉馬努金發表伯特蘭-切比雪夫定理的新證明，正如他所指出的，這是由帕夫努季·利沃维奇·切比雪夫首次證明的。在兩頁已發表論文的最後，拉馬努金推導出廣義結果，即：
{\displaystyle \pi (x)-\pi \left({\frac {x}{2}}\right)\geq 1,2,3,4,5,\ldots {\text{ for all }}x\geq 2,11,17,29,41,\ldots {\text{ respectively}}}    A104272
其中 {\displaystyle \pi (x)} 是 素數計數函數，等於小於或等於 x的素數的個數。